# Péninsule de Stad
La péninsule de Stad (Stadlandet en norvégien) est une péninsule située dans la municipalité de Stad, dans le nord-ouest du district de Nordfjord, dans le comté de Vestland, en Norvège. La péninsule est considérée comme le point de démarcation entre la mer de Norvège au nord et la mer du Nord au sud. Le nom est parfois aussi écrit Stadt, Statt ou Statlandet, à ne pas confondre avec le mot allemand similaire Stadt (ville), car dans ce cas la prononciation norvégienne du « d » est comme celle du « t ». Le nom pourrait être traduit par « la terre des lieux » ou « la terre des villes ». Certains des plus grands villages de la péninsule comprennent Ervik (à la pointe nord-ouest), Borgundvåg et Leikanger (côté nord-est), et le village de Selje (côté sud-ouest).

## Géographie
La péninsule est un plateau montagneux de 500 mètres de haut surmonté, par le pic Tarvaldsegga de 645 mètres de haut. Il y a plusieurs vallées plus basses sur la péninsule, mais à l’extrémité ouest, le plateau plonge dans la mer par une falaise de 497 mètres de haut à Kjerringa.
La péninsule de Stad a un climat très rigoureux et venteux. La vitesse du vent la plus élevée du pays est souvent enregistrée à ce promontoire. Située entre les villes de Bergen (au sud) et d’Ålesund (dans le comté de Møre og Romsdal au nord), c’est la seule péninsule du continent entre Stavanger et Honningsvåg qui sort en pleine mer sans aucun archipel qui brise les vagues. La majeure partie du reste de la route maritime de Bergen à Ålesund est protégée par des îles. Le phare de Svinøy (Svinøy fyr) est situé à 13 kilomètres au nord de la péninsule sur une petite île de la mer de Norvège.
En raison du climat rigoureux, la péninsule peut être un obstacle au transport maritime le long de la côte norvégienne. C’est l’un des principaux obstacles empêchant une route de passagers en bateau rapide de Bergen à Ålesund, une distance de 310 kilomètres. Le transport actuel de Bergen à Ålesund se fait par avion via Oslo, en voiture (7-8 heures), en bus (9 heures) ou par le ferry côtier Hurtigruten (13 heures) .
Dès les années 1870, il y avait des plans pour la construction d’un tunnel maritime. Un projet pilote a été développé en 1985 et la société de développement a été fondée la même année. Les plans sont actuellement bien avancés pour construire le tunnel maritime de Stad au point le plus étroit reliant le Moldefjord au Kjødepollen (baie de Kjøde, la partie la plus intérieure du Vanylvsfjord) avec une capacité d’accueillir de grands navires tels que les navires du Hurtigruten,,,.

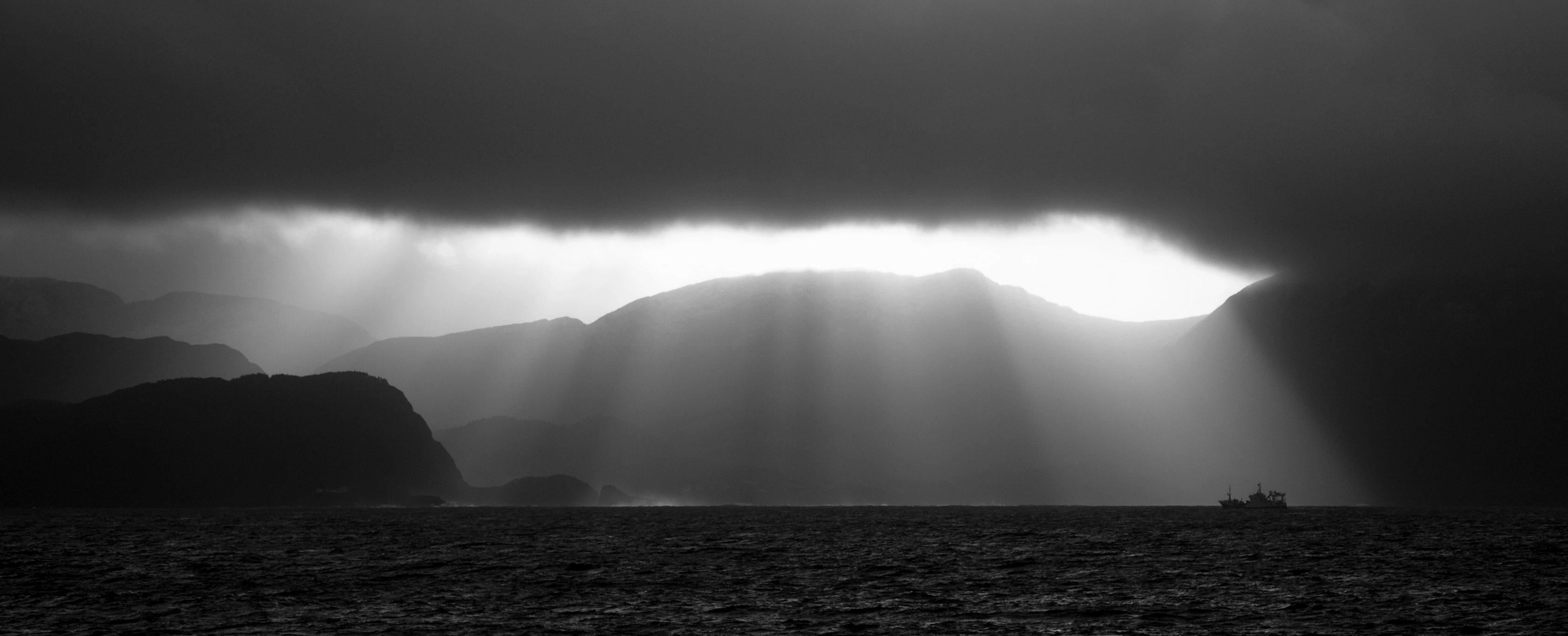
La mer à Indre Fure, dans la péninsule de Stad
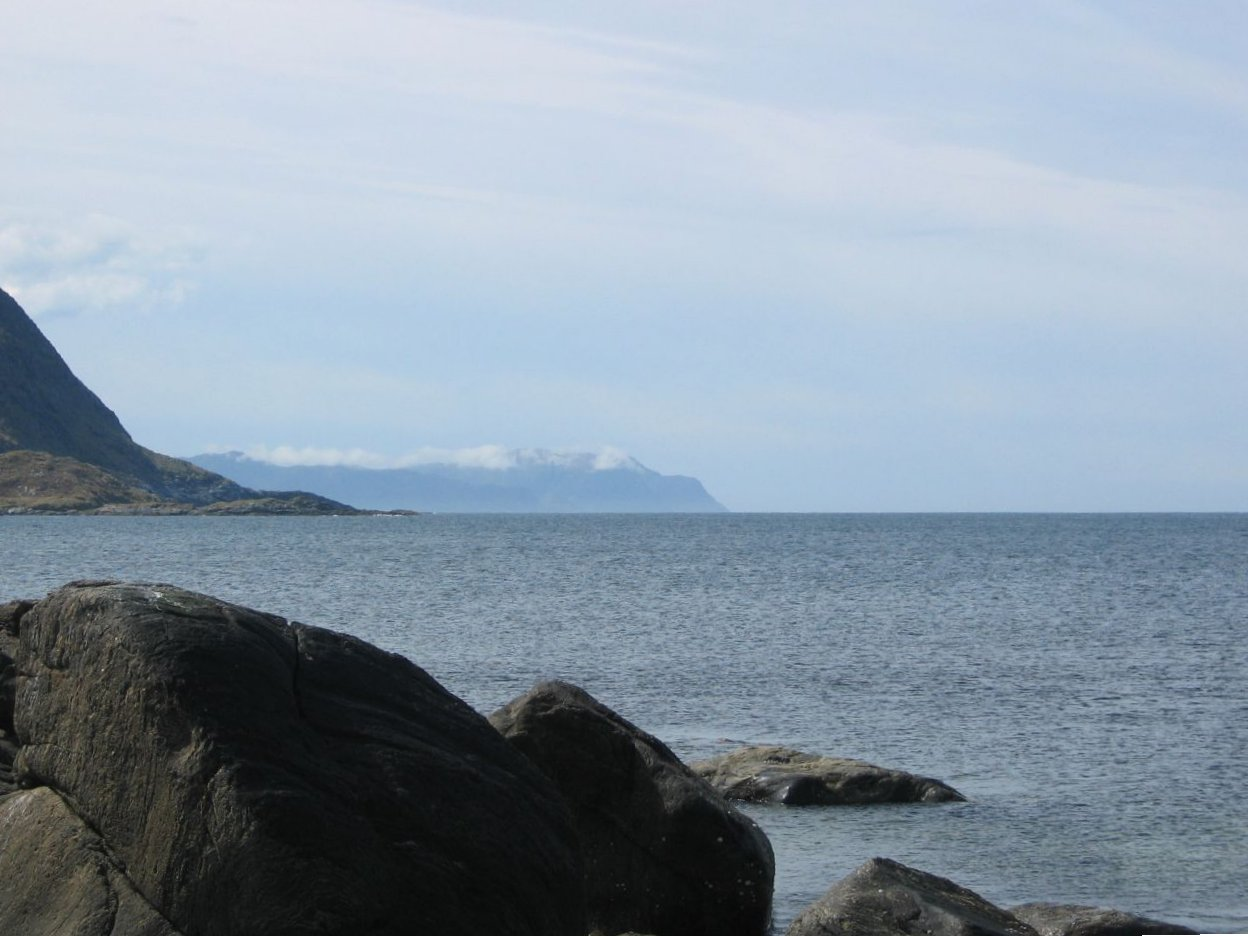
Vue des falaises au bout de la péninsule de Stad
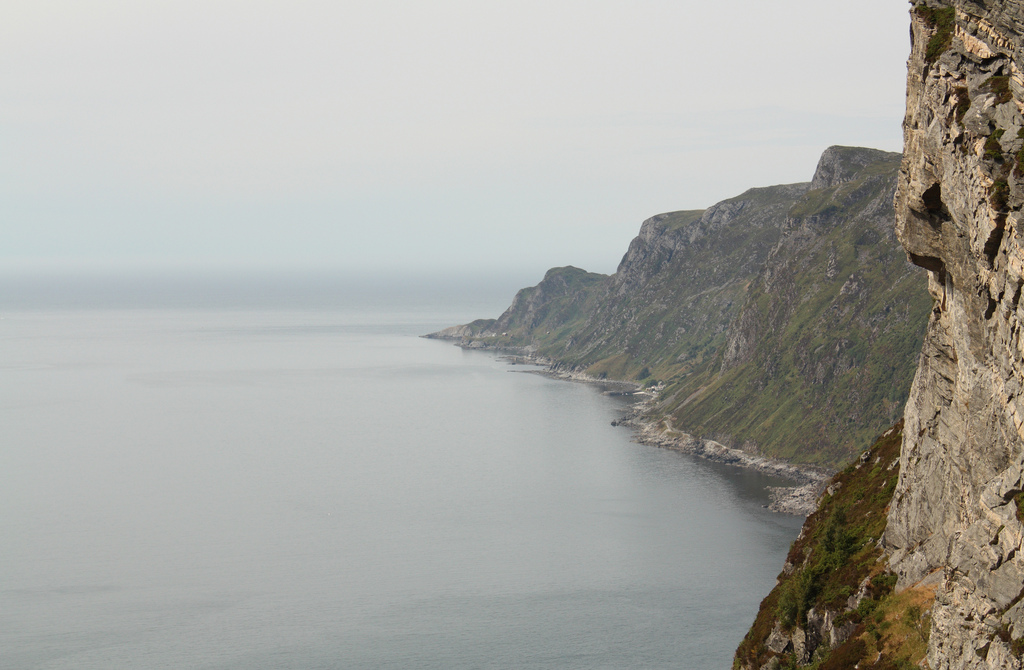
Vue de Fure au loin
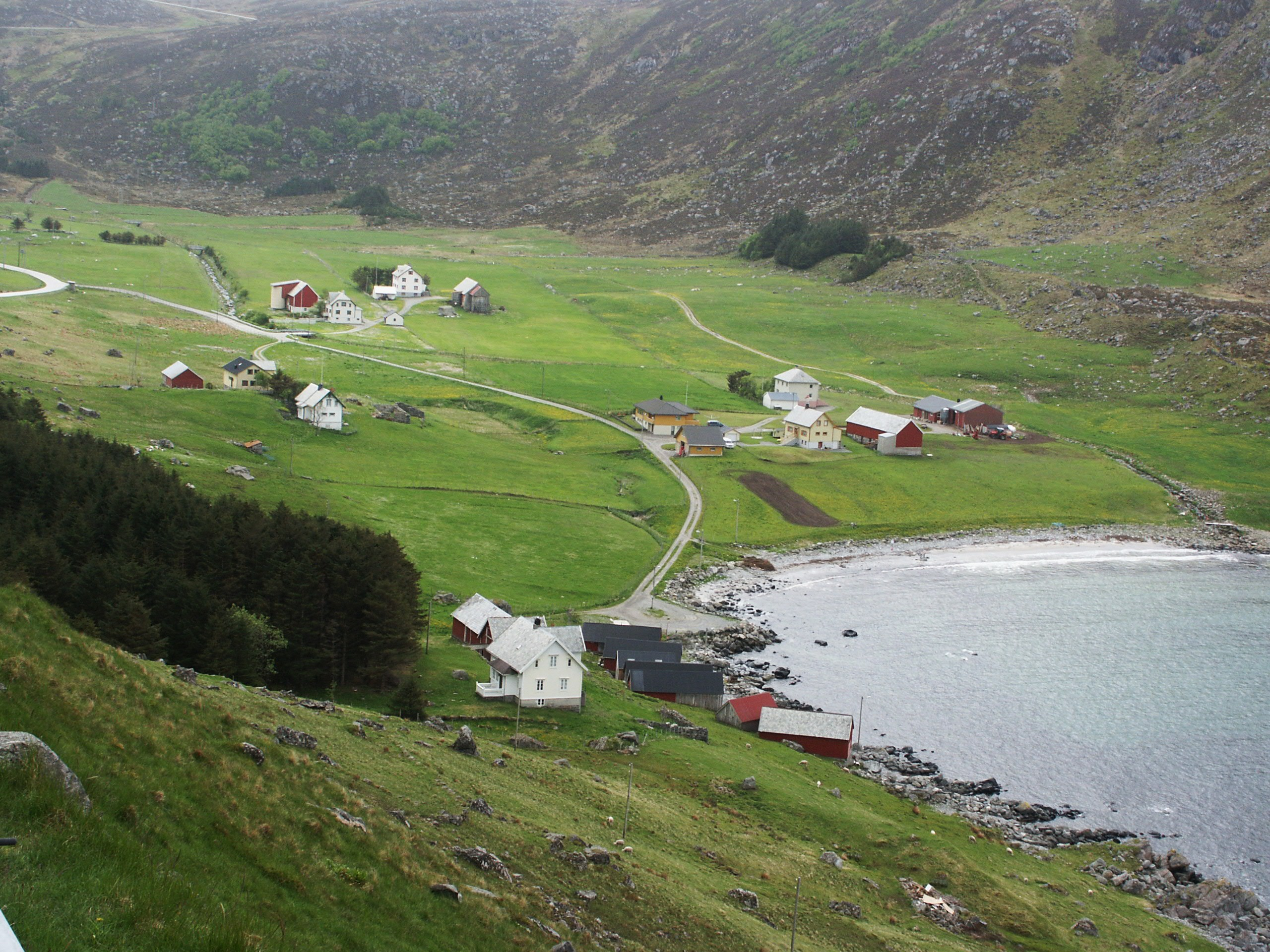
Årvik
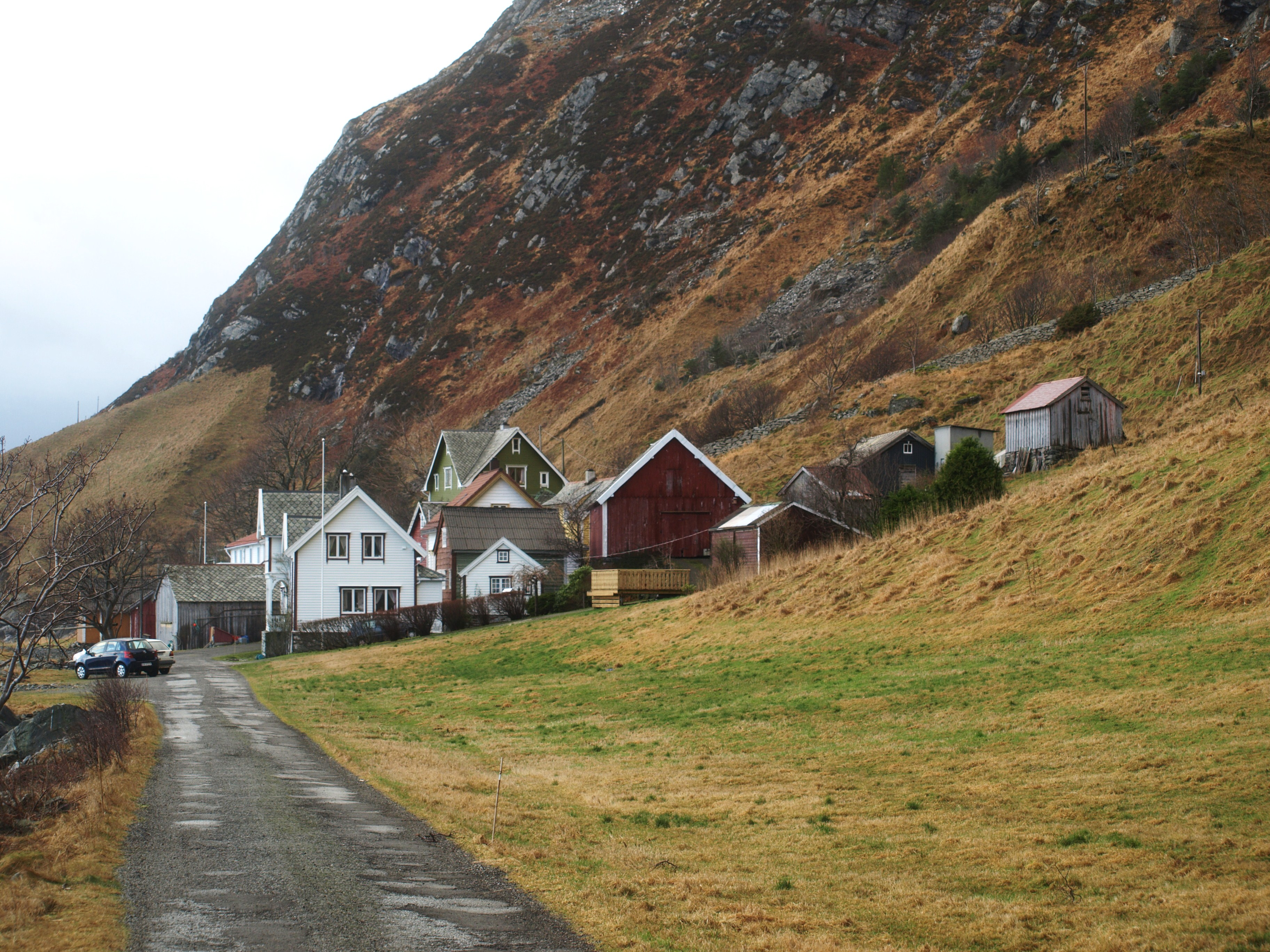
Indre Fure
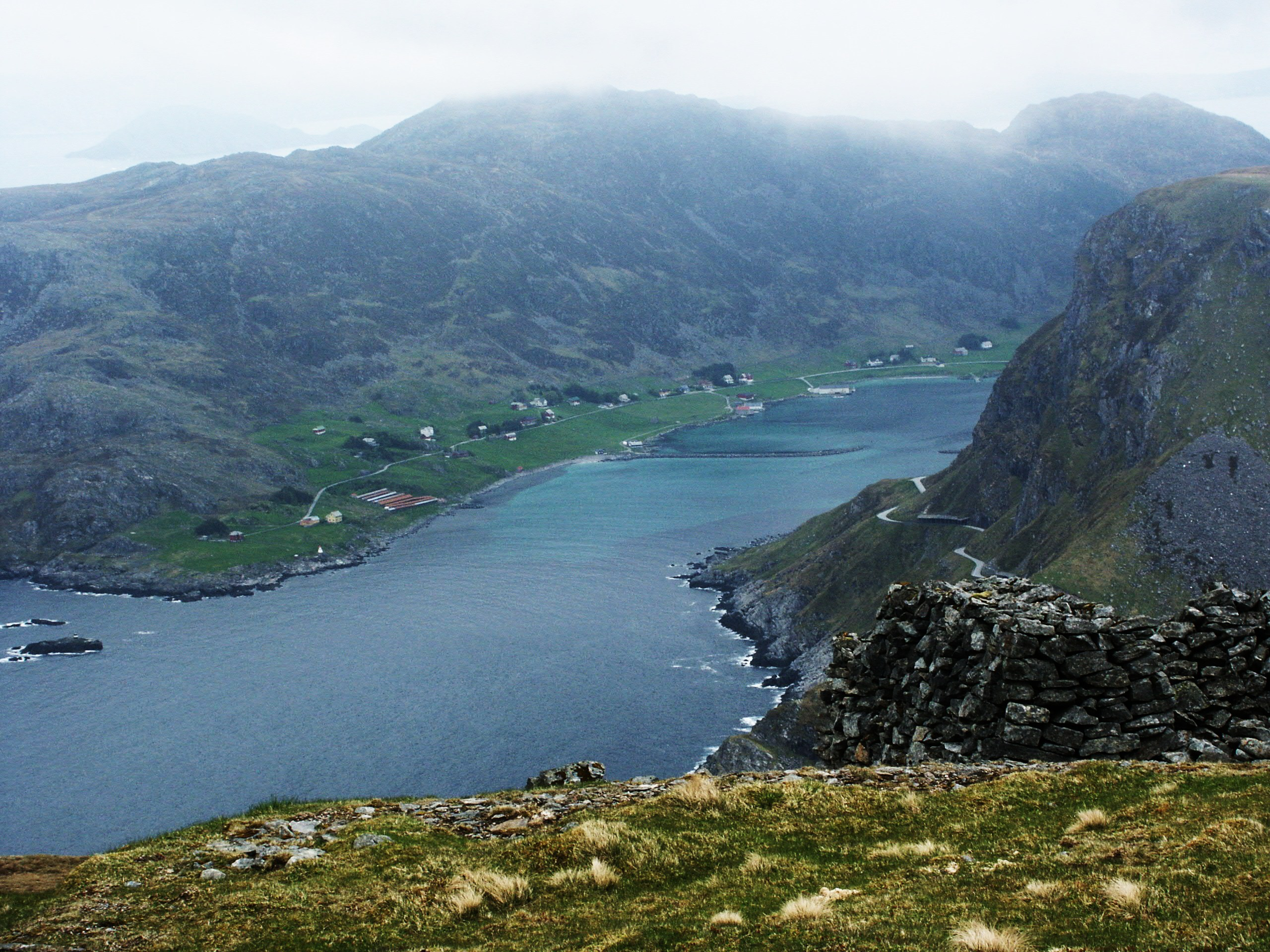
Honningsvåg
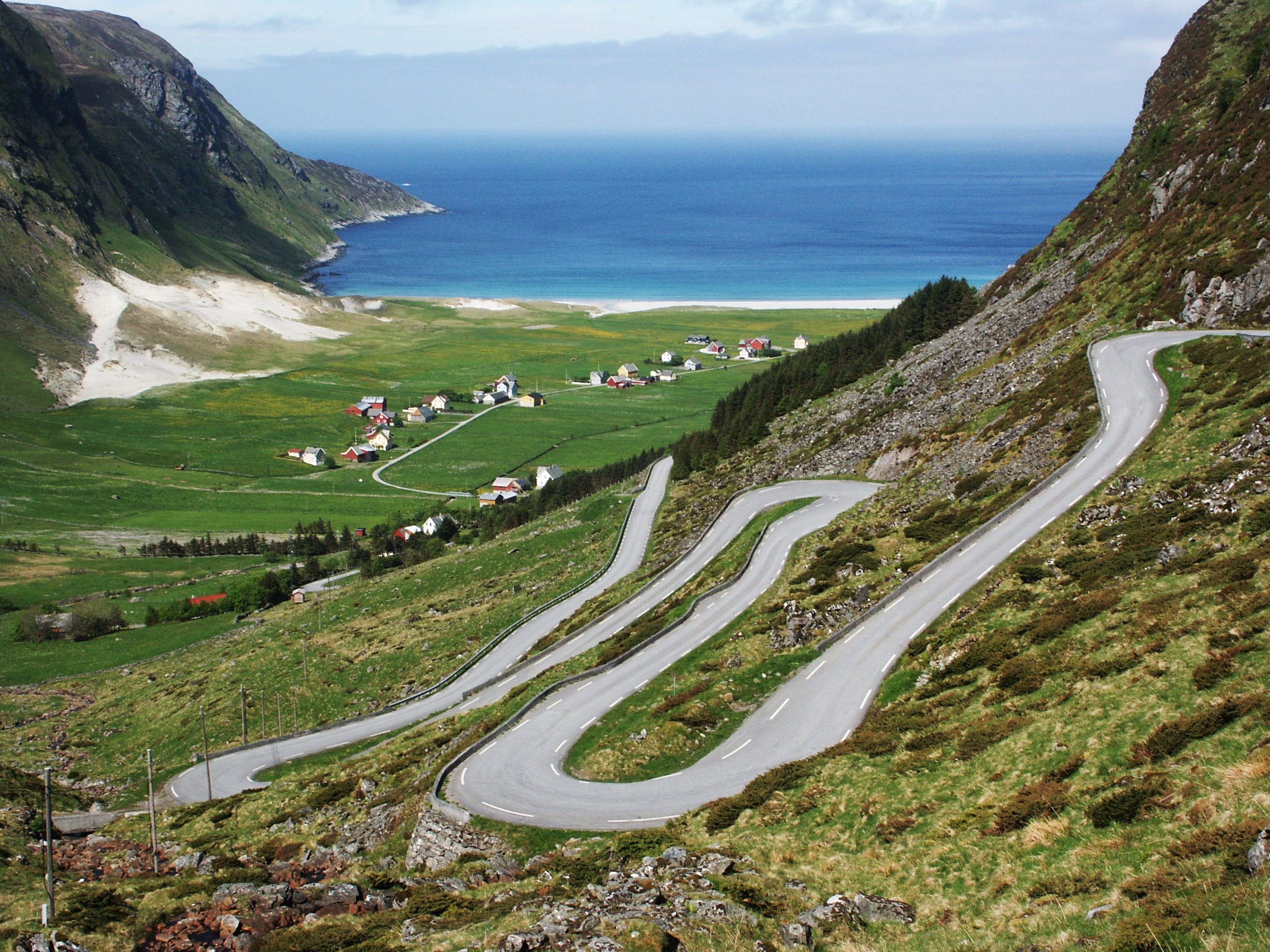
Hoddevik